# Septolpidium lineare
Septolpidium lineare är en svampart som beskrevs av Sparrow 1933. Septolpidium lineare ingår i släktet Septolpidium, ordningen Chytridiales, klassen Chytridiomycetes, divisionen pisksvampar och riket svampar.   Inga underarter finns listade i Catalogue of Life.